# Gull Island (Baie Verte)
Gull Island ("Meeuweneiland") is een eiland van 0,44 km² dat deel uitmaakt van de Canadese provincie Newfoundland en Labrador. Het eiland ligt aan de noordkust van Newfoundland en is onbewoond en rotsachtig. Gull Island ligt 8 km ten noordoosten van Cape St. John, het oostelijkste punt van het schiereiland Baie Verte.